# Mustafa al-Kist
Mustafa al-Kist (arab. مصطفى القسط; ur. 22 stycznia 1979) – egipski zapaśnik walczący w stylu klasycznym. Brązowy medalista mistrzostw Afryki w 1998 roku.